# Bahnhof Port Alberni

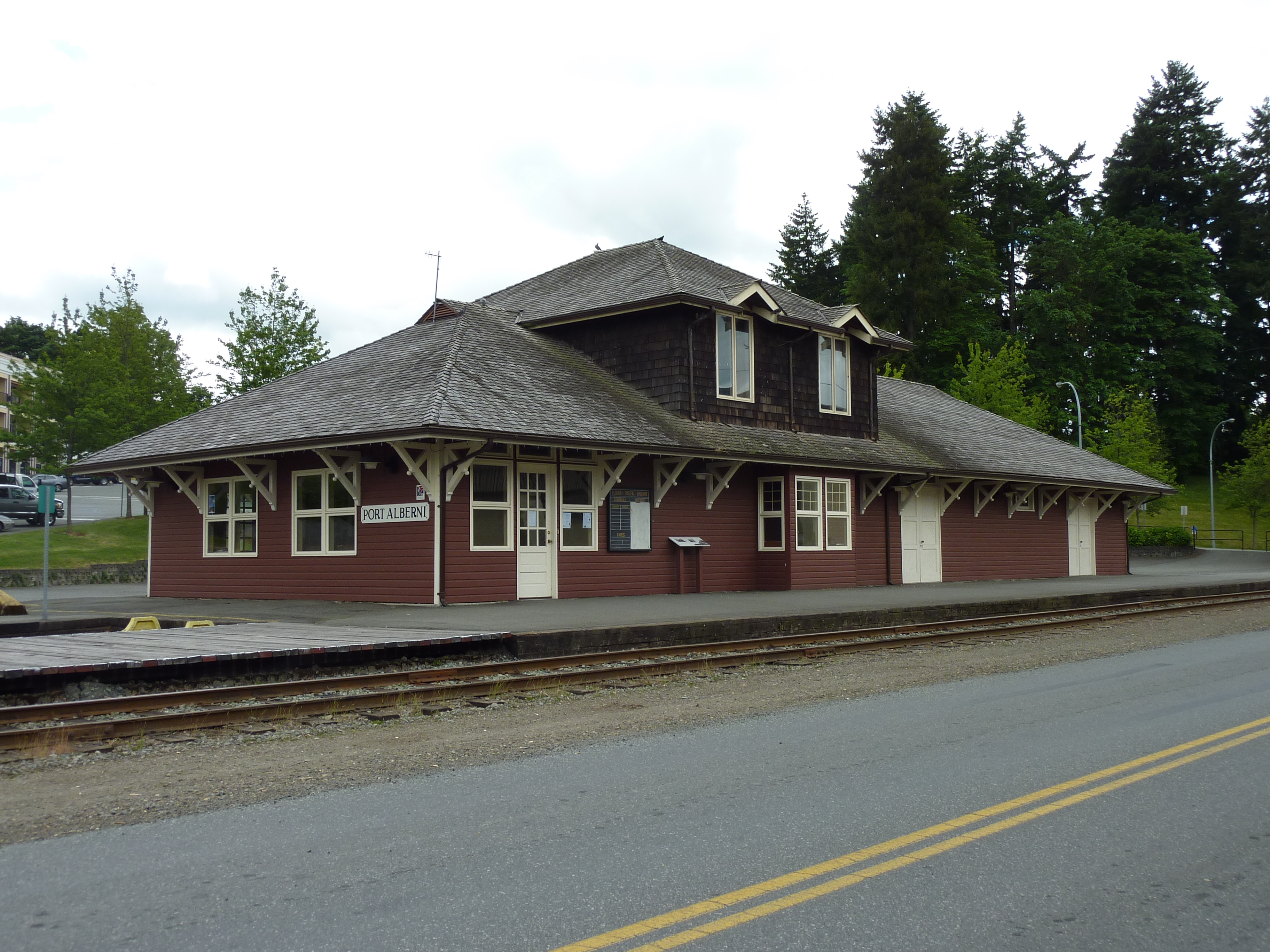
Das Bahnhofsgebäude im Jahr 2011

Das Bahnhofsgebäude von Port Alberni ist ein Museumsbahnhof in Port Alberni und Hauptquartier der The Western Vancouver Island Industrial Heritage Society.

## Geschichte
Das Bahnhofsgebäude von Port Alberni wurde in den Jahren 1911 und 1912 errichtet.  Am 20. Dezember 1911 bestieg der erste Reisende unter Applaus den Zug auf der neuen Verbindung nach Alberni und Port Alberni (damals noch zwei getrennte Städte), deren Anbindung das Ziel der Eisenbahngesellschaft Canadian Pacific Railway war. Die Bauarbeiten für die Strecke von Parksville an der Ostküste von Vancouver Island nach Port Alberni dauerten zirka fünf Jahre. Um sich in Victoria mit dem Nötigsten zu versorgen, waren die Menschen nun nicht mehr länger auf die Küstendampfschiffe angewiesen. Der Bau des Gebäudes erfolgte nach standardisierten Plänen. Während sich im Erdgeschoss der Schalter, die Telegraphenstation und die Warteräume befanden, wurde das Obergeschoss von der Familie des Bahnhofsvorstehers bewohnt, die den Schalter als eine Art Agentur betrieben.
Veränderungen gab es in den 1950er-Jahren, als der Automobilverkehr immer populärer wurde. Am Bahnhof wurde ein Lagerhaus mit Laderampen für den Güterumschlag auf Lastkraftwagen gebaut. Auch der Bahnhofsvorsteher wohnte nicht mehr länger dort. Im Jahr 1957 wurde der Personenverkehr nach Port Alberni eingestellt. Güterverkehr bestand noch bis 1988, dann wurde der Bahnhof geschlossen.
1990 wurde das Bahnhofsgebäude von einer Gruppe von zirka einhundert Freiwilligen unter der Leitung des Alberni Valley Museums und der The Western Vancouver Island Industrial Heritage Society restauriert und in den Originalzustand des Jahres 1911 versetzt. Zeitgleich erklärte die kanadische Regierung diesen Ort zu einem historisch schützenswerten Ort. Nun dient der Bahnhof als Ausgangspunkt für die Touristenfahrten zur McLean Mill.